# Ordine della famiglia reale
L'Ordine della famiglia reale è un ordine conferito a discrezione di un sovrano alle donne membri della famiglia reale. L'ordine è un memento personale più che una decorazione di stato. L'uso degli ordini familiari è praticata dalle famiglie reali di Danimarca, Norvegia, Regno Unito, Svezia e, dal 2008, anche da quella di Tonga.

## Regno di Danimarca

### Storia

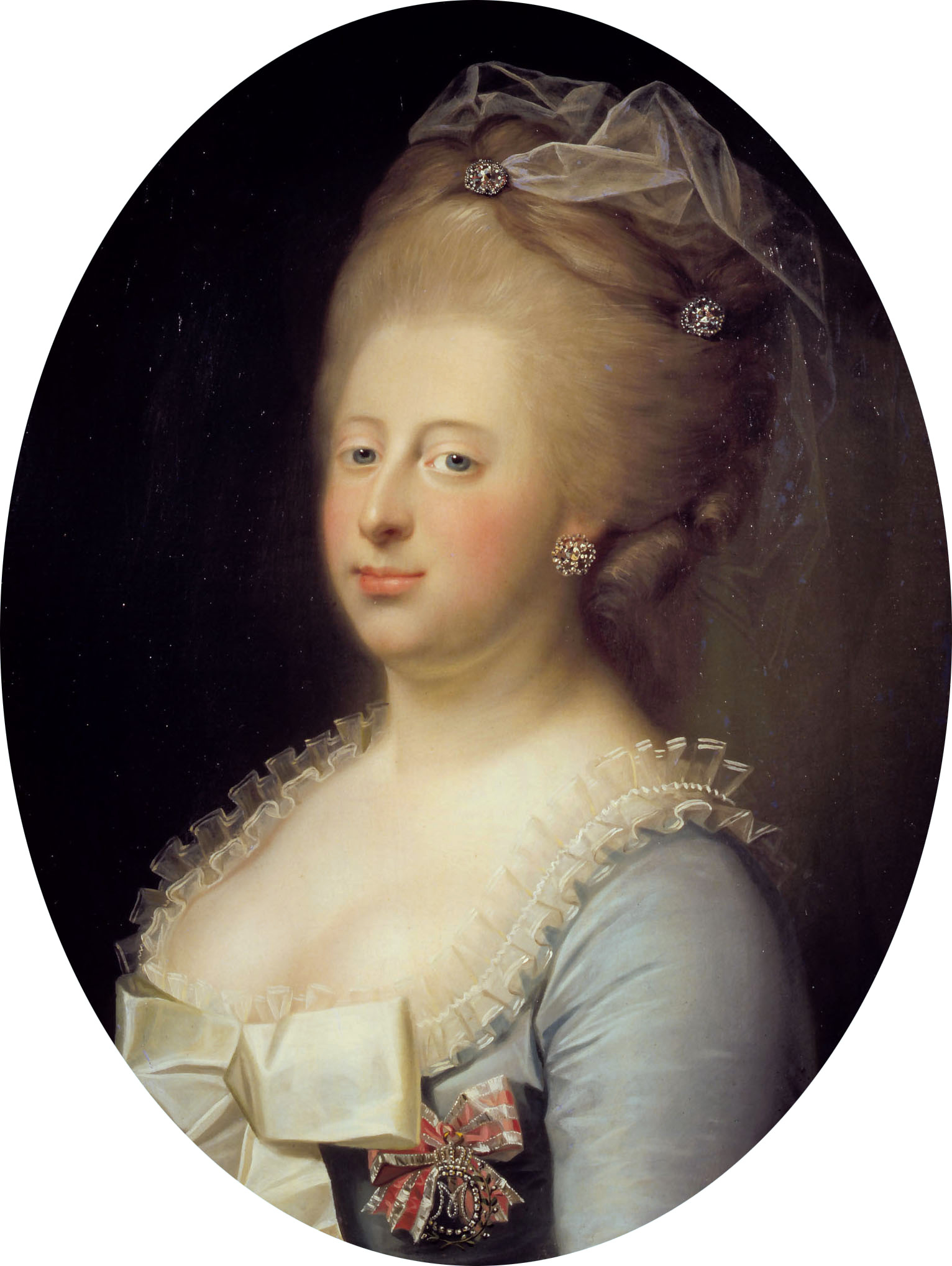
La regina Carolina Matilde che indossa l'Ordine di Matilde.

Nel 1771 fu istituito l'Ordine di Matilde dalla regina Carolina Matilde la quale, però, nel 1772 fu cacciata con l'accusa di adulterio. La Corte reale danese volle sostituire l'ordine della regina in esilio. Re Cristiano VII di Danimarca fondò il 21 ottobre 1774 il proprio ordine, esclusivamente destinato alla famiglia reale. Con la morte della regina vedova Giuliana Maria, l'ordine cadde in disuso.
Nel 1912 il nuovo re Cristiano X istituì un nuovo ordine familiare e da allora ogni sovrano danese creò il proprio ordine reale familiare.

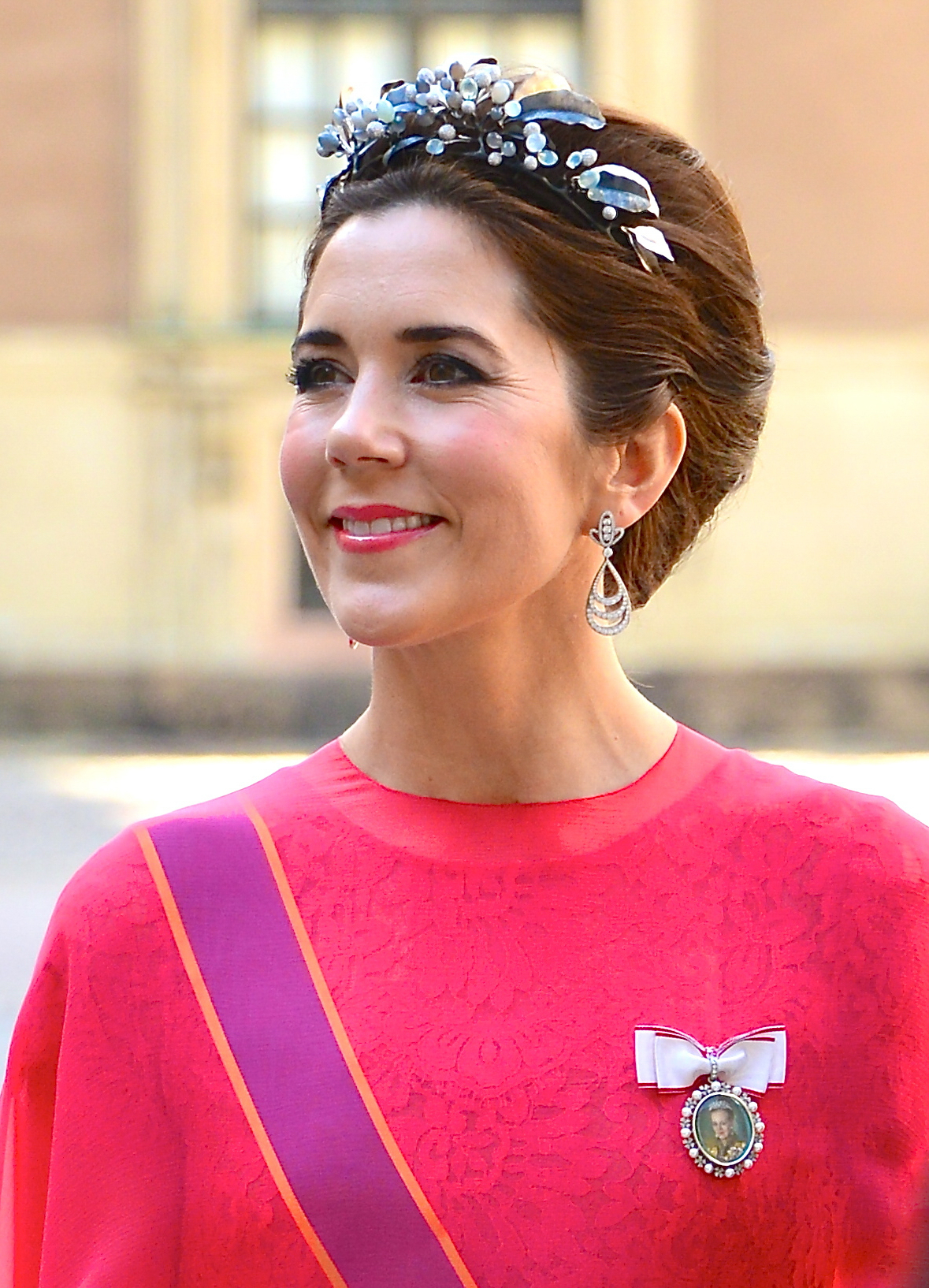
La regina Mary con l'Ordine della famiglia reale di Margherita II, nel 2013.

## Regno di Norvegia
Elenco degli Ordini della famiglia reale:

## Regno Unito

### Storia dell'Ordine

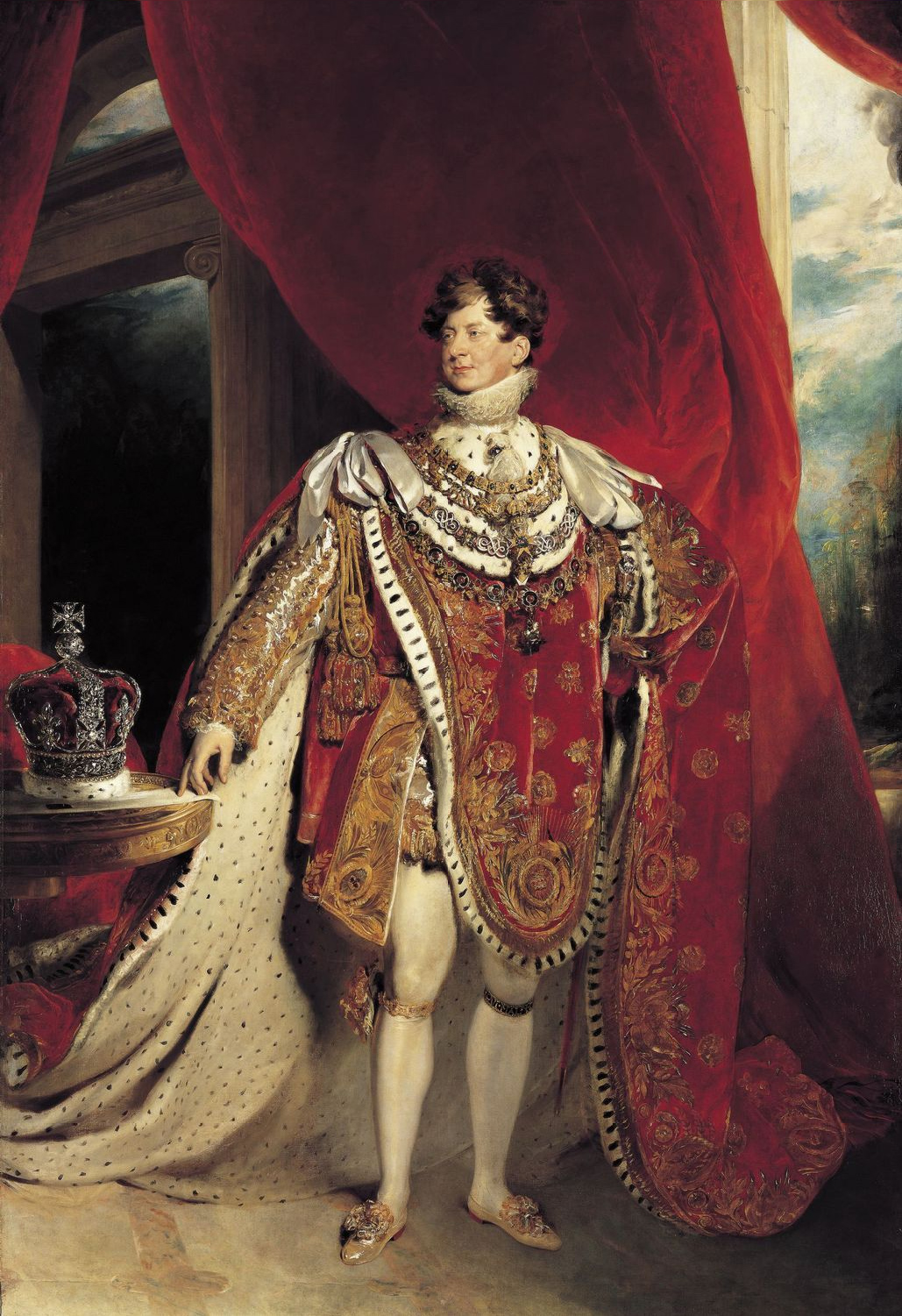
Giorgio, Principe Reggente.

Nel Regno Unito il primo ordine della famiglia reale venne creato durante la reggenza del principe Giorgio di Galles, il quale diventò poi re Giorgio IV nel 1820, a seguito della morte del padre Giorgio III. Già come Principe reggente, Giorgio incominciò la distribuzione dell'ordine fra i membri più stretti della famiglia reale, fra i quali la piccola Vittoria di Kent, ma anche negli ambienti dell'alta nobiltà londinese. L'Ordine di Giorgio IV era costituito da un ritratto ovale del re, con una cornice di diamanti e sormontato da una corona, il tutto legato a un nastro bianco. A partire da re Giorgio, tutti i monarchi britannici, eccetto Guglielmo IV, crearono il proprio ordine della famiglia reale.
Nel 1837 re Guglielmo morì e a succedergli fu la nipote, la regina Vittoria che nel 1840 sposò il principe Alberto di Sassonia-Coburgo-Gotha, il quale morì nel 1861; con la morte del tanto amato marito, la regina decise di istituire, nel 1862, l'Ordine reale di Vittoria ed Alberto, costituito da un cameo raffigurante la coppia reale, una cornice di diamanti, sormontati da una corona, legata ad un nastro bianco. Vittoria morì nel 1901 e il successore, re Edoardo VII istituì il suo ordine nel 1901, seguito poi da re Giorgio V nel 1911, da re Giorgio VI nel 1937, dalle regina Elisabetta II nel 1953, ed infine da re Carlo III nel 2024.
I conferimenti degli ordini reali cessano con la morte del sovrano, ma non vengono ufficialmente aboliti poiché diventano quiescenti. Il successivo monarca diventa così sovrano degli ordini familiari precedenti.

### Gradi e insegne
Nella maggior parte dei casi, gli ordini della famiglia reale erano costituiti da un'unica classe, come quello della regina Elisabetta, ad eccezione dell'Ordine di Vittoria ed Alberto che era diviso in più classi, in particolare in quattro.
L'insegna di tutti gli ordini consisteva nel ritratto ovale del sovrano, circondato da una cornice diamantata, sormontata da una corona e il tutto legato ad un nastro di diversi colori. Giorgio IV scelse un nastro bianco, come la regina Vittoria, nel 1901 Edoardo VII adottò un nastro blu con due strisce rosse e gialle, Giorgio V invece scelse nel 1911 il colore azzurro, Giorgio VI nel 1937 il rosa ed infine la regina Elisabetta II un nastro giallo. Nel giugno 2024 fu organizzata una cena di stato, in occasione di una visita dell'Imperatore e dell'Imperatrice del Giappone, la regina Camilla indossò per la prima volta l'insegna dell'ordine di Carlo III.

### Modalità di indossare l'ordine

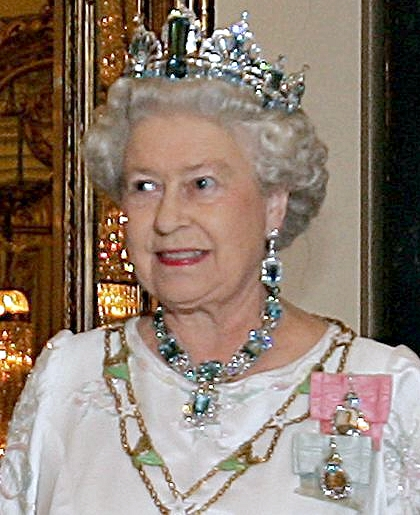
Elisabetta II con l'Ordine di Giorgio VI e di Giorgio V.

Le dame della casa reale o le nobildonne indossano l'ordine reale sulla spalla sinistra, per lo più in occasioni formali serali, che può essere accompagnato anche da altre decorazioni, come una fascia di un altro ordine cavalleresco. La regina Elisabetta II indossava l'ordine di Giorgio V e di Giorgio VI sopra alla fascia dell'Ordine della Giarrettiera. Se si indossano contemporaneamente più ordini familiari, il più recente è posto solitamente nella parte superiore.
Nella storia degli ordini familiari, la dama a cui ne furono conferiti il numero maggiore fu la regina Mary di Teck che nel 1893 sposò l'allora Giorgio, duca di York, poi re Giorgio V. La regina ricevette l'Ordine di Vittoria ed Alberto come Duchessa di York, quello di Edoardo VII come principessa di Galles, quello di Giorgio V come regina consorte, quello di Giorgio VI come regina madre e, infine, quello di Elisabetta II come regina Mary, trattamento riservatole già a seguito della morte del marito. Un'altra nobildonna a cui vennero conferiti numerosi ordini fu Alice, Contessa di Athlone, a cui vennero conferiti gli stessi ordini della cognata, Maria di Teck.
Nel 1981 la principessa Diana di Galles fu insignita dell'Ordine della regina Elisabetta II, l'unica onorificenza inglese che indossò sempre. L'ingresso all'interno della Famiglia reale, tramite matrimonio, non significava un'automatica investitura di un ordine famigliare, difatti Sarah, Duchessa di York ed ex moglie del principe Andrea, non fu mai insignita.

### Elenco degli Ordini della famiglia reale

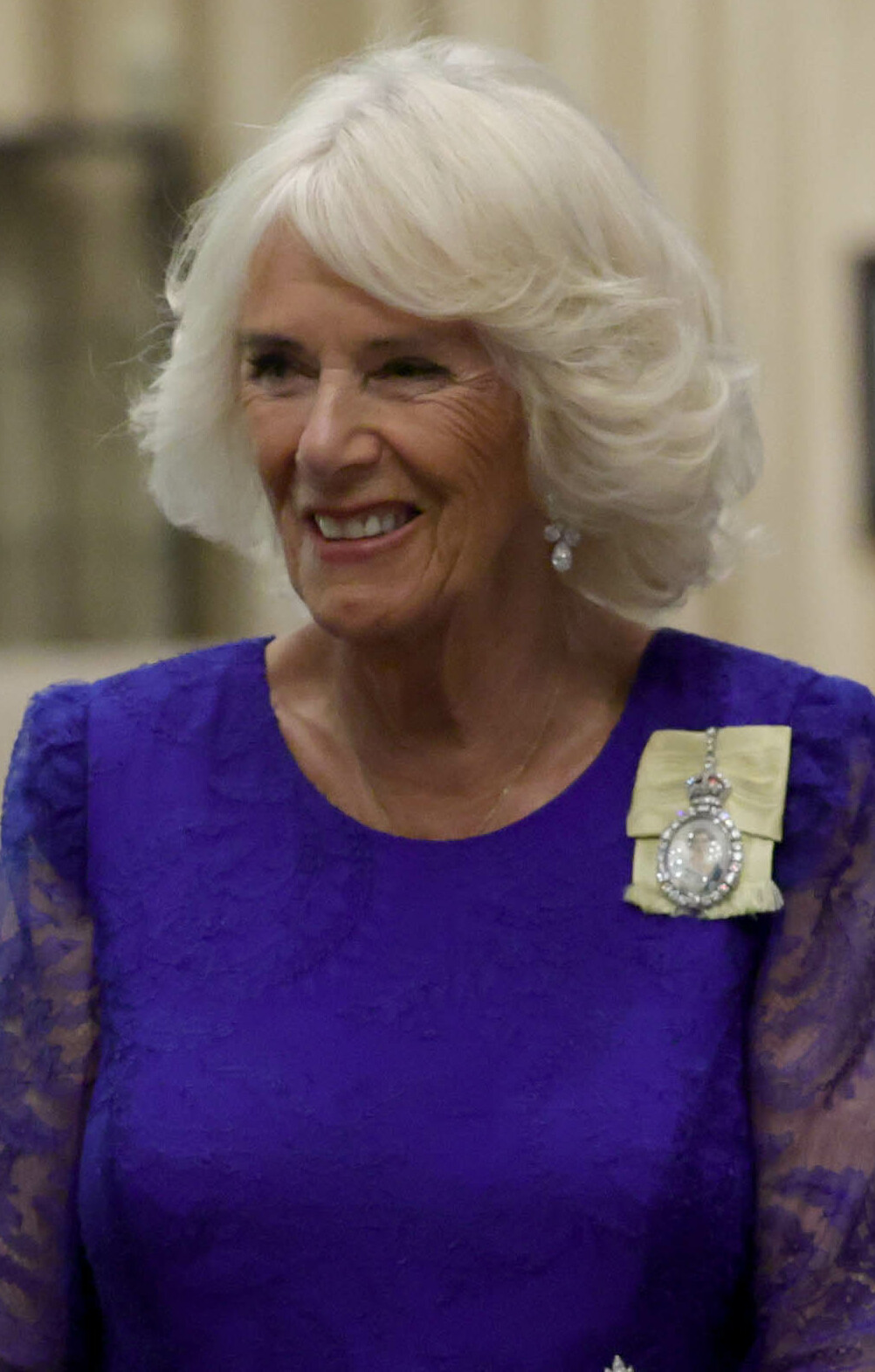
La regina Camilla con l'Ordine di Elisabetta II.

A questi si possono aggiungere altri due Ordini britannici destinati esclusivamente alle dame:

## Regno di Svezia

### Storia

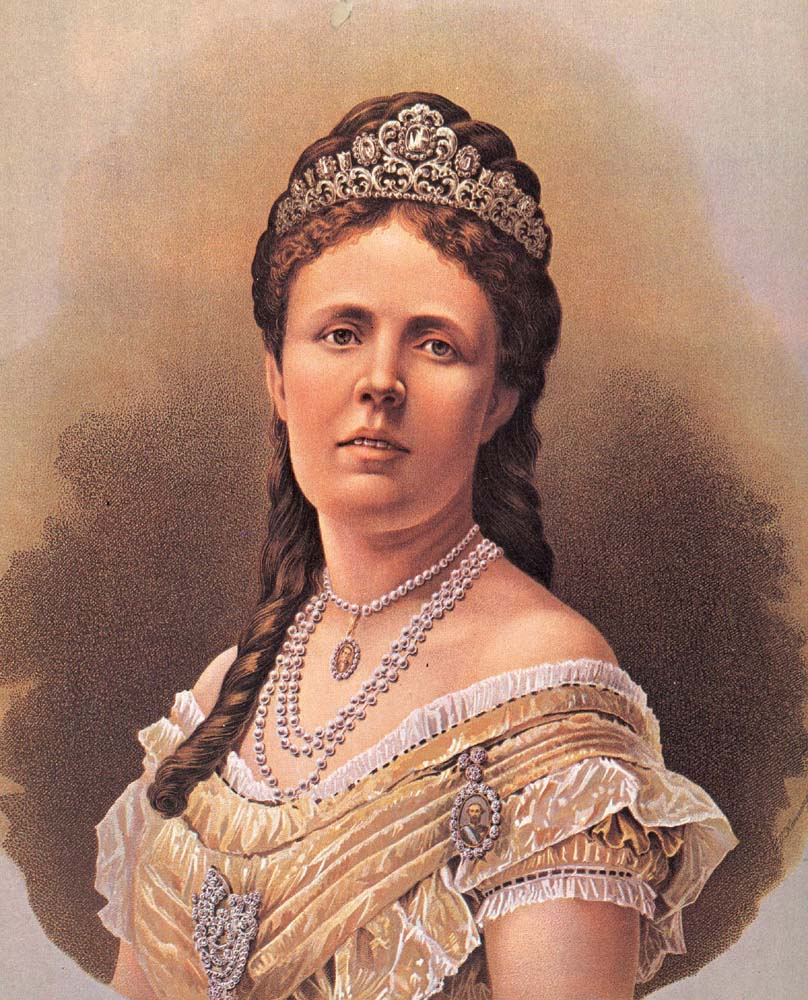
Sofia, regina di Svezia con l'insegna dell'Ordine di Oscar II.

In svedese "Kungens miniatyrporträtt" (ritratto in miniatura del re) è l'ordine famiglia reale che il sovrano svedese conferisce ai membri femminili della famiglia reale svedese .
Il primo ordine famigliare svedese di cui si conosce l'ufficiale istituzione, tramite documenti, è quello del re Oscar II, che ascese al trono nel 1872 dopo la morte del fratello Carlo XV. La regina Sofia, consorte di Oscar II, istituì un programma di formazione per infermieri della Croce Rossa, chiamato "Sophiahemmet". Si ricorda che alla cerimonia di laurea delle infermiere, la regina indossava un ritratto del re in miniatura su di un nastro bianco, con una croce rossa, sullo sfondo la scritta DSF in smalto dorato su uno sfondo blu . Nel 1900 il Principe ereditario, poi Gustavo V, e la moglie Vittoria di Baden fecero realizzare una forma speciale dell'Ordine famigliare, costituito da un ritratto raffigurante i due coniugi, che fu regalato alla Contessa Anna Brahe .  Vennero poi istituiti gli ordini famigliari di Gustavo V nel 1907, poi di Gustavo VI Adolfo nel 1950.
Nel 1973 re Carlo XVI Gustavo, appena succeduto al nonno Gustavo VI Adolfo, creò il proprio ordine famigliare, che tutt'oggi viene portato dalle sorelle del monarca, dalla regina Silvia, dalle principesse Vittoria, Maddalena e Sofia.

### Insegna
La decorazione dell'Ordine famigliare di Carlo XVI Gustavo è costituita da un ritratto ovale a mezzo busto, del giovane sovrano svedese. Esistono diverse versioni del ritratto del Re, dove è in uniforme militare, della Marina o dell'Esercito, o semplicemente con abiti formali, con le insegne degli Ordini cavallereschi, come l'Ordine dei Serafini o della Stella polare.

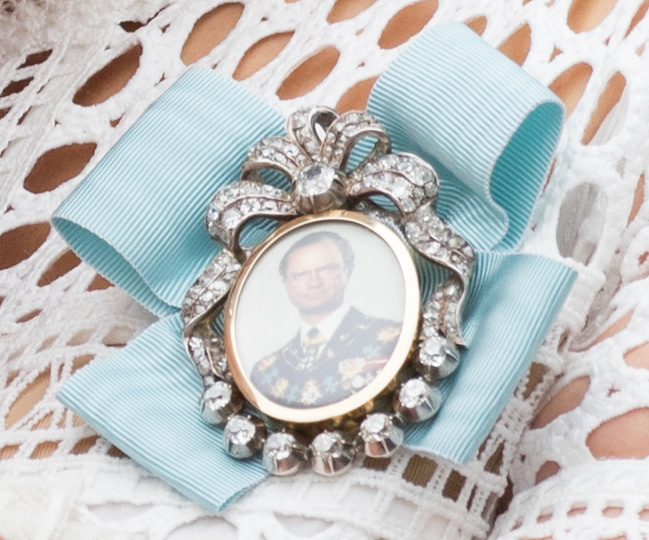
Ordine della famiglia reale di Carlo XVI Gustavo

Il ritratto è circondato da una cornice di diamanti taglio brillante, sormontati da un fiocco brillante, il tutto legato ad un fiocco di nastro azzurro serafino.

## Regno di Tonga
Elenco degli Ordini della famiglia reale: